# Suazilândia nos Jogos Olímpicos de Verão de 2008
Suazilândia competiu nos Jogos Olímpicos de Verão de 2008, em Pequim, na China.

## Desempenho

### Atletismo
Masculino
| Atleta       | Evento      | Preliminares | Preliminares | Semifinal   | Semifinal   | Final       | Final       |
| Atleta       | Evento      | Marca        | Posição      | Marca       | Posição     | Marca       | Posição     |
| ------------ | ----------- | ------------ | ------------ | ----------- | ----------- | ----------- | ----------- |
| Isaiah Msibi | 1500 metros | 3m51s35      | 47º          | Não avançou | Não avançou | Não avançou | Não avançou |

Feminino
| Atleta              | Evento     | Preliminares | Preliminares | Semifinal   | Semifinal   | Final       | Final       |
| Atleta              | Evento     | Marca        | Posição      | Marca       | Posição     | Marca       | Posição     |
| ------------------- | ---------- | ------------ | ------------ | ----------- | ----------- | ----------- | ----------- |
| Temalangeni Dlamini | 400 metros | 59s91        | 48º          | Não avançou | Não avançou | Não avançou | Não avançou |

### Natação
Masculino
| Atleta(s) | Evento     | Eliminatórias | Eliminatórias | Semifinal   | Semifinal   | Final       | Final       |
| Atleta(s) | Evento     | Tempo         | Posição       | Tempo       | Posição     | Tempo       | Posição     |
| --------- | ---------- | ------------- | ------------- | ----------- | ----------- | ----------- | ----------- |
| Luke Hall | 50 m livre | 24s41         | 60º           | Não avançou | Não avançou | Não avançou | Não avançou |

Feminino
| Atleta(s)      | Evento     | Eliminatórias | Eliminatórias | Semifinal   | Semifinal   | Final       | Final       |
| Atleta(s)      | Evento     | Tempo         | Posição       | Tempo       | Posição     | Tempo       | Posição     |
| -------------- | ---------- | ------------- | ------------- | ----------- | ----------- | ----------- | ----------- |
| Senele Dlamini | 50 m livre | 28s70         | 61º           | Não avançou | Não avançou | Não avançou | Não avançou |